# Rock the Casbah
«Rock the Casbah» — пісня англійського панк-рок гурту The Clash, що вийшла 1982 року як другий сингл з їхнього п'ятого студійного альбому Combat Rock. Сингл досяг восьмого місця в чарті Billboard Hot 100 в США (єдиний сингл групи, що ввійшов до топ-10 у Сполучених Штатах).

## Запис
«Rock the Casbah» була написана барабанщиком гурту Топпером Гідоном на основі фортепіанної партії, яку він зіграв. Опинившись у студії без своїх трьох товаришів по групі, Гідон записав партії: барабанів, фортепіано та баса.
Це робить «Rock the Casbah» відмінною від більшості пісень Clash, які, як правило, походять із музики, написаної Джо Страммером та Міком Джонсом. Увійшовши в студію, щоб почути запис Гідона, інші учасники Clash були вражені його творінням, заявивши, що музичний трек був по суті завершеним. З цього моменту були додані відносно незначні накладення, такі як гітари та перкусія.
Однак Страммер не був вражений текстами, які пропонував Топпер. За словами гітарного техніка Clash Дігбі Клівера, це був «злий набір пісень про те, як сильно він сумував за своєю дівчиною». «Страммер лише один раз подивився на ці слова і сказав: „Як неймовірно цікаво!“ і скрутив аркуш паперу в кулю».
Перш ніж почути музику Гідона, Джо вже придумав фрази «rock the casbah» і «you'll to let let that raga drop», як ліричні ідеї, які він розглядав для майбутніх пісень. А після того, як почув музику Топпера Гідона пішов у туалети студії та написав текст відповідно до мелодії пісні.
Версія пісні на альбомі Combat Rock (а також на багатьох збірках) містить електронний звуковий ефект, який починається на 1:52 хвилині пісні. Цей шум є одноголосною версією пісні «Діксі». Джерело звукового ефекту було створено будильником цифрового наручного годинника Міка Джонса.

## Текст пісні
У пісні розповідається про заборону західної рок-музики близькосхідним королем. Текст пісні описує спроби короля забезпечити дотримання заборони, намагаючись виправдати її за допомогою релігії, а також реакцію населення проведенням рок-концертів у храмах і на площах («розгойдування касби»). Кульмінацією цього є те, що король наказує своїм військовим винищувачам бомбити всіх порушників заборони; однак після зльоту пілоти ігнорують його накази і замість цього вмикають рок-музику на своїх радіо в кабіні.
Події, описані в пісні, схожі на фактичну заборону західної музики, включно з роком, яка діє в Ірані після Іранської революції. Хоча класична музика та публічні концерти були ненадовго дозволені в 1980-х і 1990-х роках, заборона була відновлена в 2005 році і відтоді залишається в силі. Західна музика все ще поширюється в Ірані через чорні ринки, і іранські рок-виконавці змушені таємно записуватись під загрозою арешту.
У тексті пісні є різні арабські, івритські, турецькі та санскритські запозичення, такі як «шаріф», «<бедуїн», «шейх», «кошер», «раґа», «муедзин», «мінарет» і «касба».

## Треклист

### (Британська версія)
1. Rock the Casbah — 3:43
2. Long Time Jerk — 5:10

### (Версія США)
1. Rock the Casbah — 3:43
2. Mustapha Dance — 4:28

### (Канадська версія)
1. Rock the Casbah — 3:43
2. Red Angel Dragnet — 3:47

## Чарти
| Чарт (1982—1983)                          | Найвища позиція |
| ----------------------------------------- | --------------- |
| Australia (Kent Music Report)             | 3               |
| Canada Top Singles (RPM)                  | 17              |
| Нідерланди (Dutch Top 40)                 | 21              |
| Нідерланди (Mega Single Top 100)          | 21              |
| Нова Зеландія (RIANZ)                     | 4               |
| Швеція (Sverigetopplistan)                | 16              |
| Велика Британія (Official Charts Company) | 30              |
| US Billboard Hot 100                      | 8               |
| US Billboard Hot Dance Club Play          | 8               |
| US Billboard Top Tracks                   | 6               |
| US Cash Box                               | 13              |

| Чарт (1991)                               | Найвища позиція |
| ----------------------------------------- | --------------- |
| Бельгія (Ultratop Flanders)               | 22              |
| Ірландія (IRMA)                           | 10              |
| Велика Британія (Official Charts Company) | 15              |

| Чарт (1982)                   | Позиція |
| ----------------------------- | ------- |
| Australia (Kent Music Report) | 41      |

| Чарт (1983)                     | Позиція |
| ------------------------------- | ------- |
| New Zealand (Recorded Music NZ) | 34      |
| US Billboard Hot 100            | 52      |
| US Cash Box                     | 83      |

## Сертифікації
| Регіон                                                      | Сертифікація  | Продажі   |
| ----------------------------------------------------------- | ------------- | --------- |
| Італія (FIMI)                                               | Золотий       | 25 000    |
| Велика Британія (BPI)                                       | Платиновий    | 600 000   |
| США (RIAA)                                                  | 2× Платиновий | 2 000 000 |
| продажі+прослуховування, що базуються лише на сертифікаціях |               |           |

## Учасники запису
- Джо Страммер — вокал, гітара
- Мік Джонс — гітара, бек-вокал, звукові ефекти
- Пол Саймонон — бек-вокал, бас-гітара
- Топпер Гідон — ударні, фортепіано, бас-гітара[33]